# أهل الخطايا (مسلسل)
أهل الخطايا هو مسلسل تلفزيوني مصري عُرض في شهر رمضان عام 1446 هـ (1 مارس 2025م)، من بطولة جمال سليمان، سوسن بدر، رانيا يوسف، محمد ثروت، أحمد فهيم، ومن إخراج رؤوف عبد العزيز.

## قصة المسلسل
تتناول أحداث القصة عالم السحر والجن، وكيف يسيطر هذا العالم غير مفهوم على عقول العديد منا ليُستخدم في تحقيق مصالح ومنافع شخصية، وذلك من خلال قصة ضرغام الذي يتصدى لكل هذا مستعينًا بإيمانه القوي.

## بطولة
- جمال سليمان
- سوسن بدر
- رانيا يوسف
- محمد ثروت
- أحمد فهيم
- إسلام جمال
- فرح الزاهد
- أشرف زكي
- ولاء الشريف
- سارة درزاوي
- نوران ماجد
- محمود السراج
- وئام مجدي
- هنادي عبد الخالق
- مصطفى رشدي
- عبير منير
- لاشينة لاشين
- أحمد عبد المجيد